# Rezerwat przyrody Wilcze
Wilcze – rezerwat przyrody położony na terenie miejscowości Białka, Kąkolówka i Lecka, w gminie Błażowa, w powiecie rzeszowskim, w województwie podkarpackim. Leży w granicach Hyżnieńsko-Gwoźnickiego Obszaru Chronionego Krajobrazu, w oddziałach leśnych leśnictwa Kąkolówka (Nadleśnictwo Strzyżów).
- numer według rejestru wojewódzkiego: 62
- powierzchnia według aktu powołującego: 340,80 ha[1] (akt powołujący podawał 342,33 ha)
- dokument powołujący: M.P. z 1997 r. nr 56, poz. 548
- rodzaj rezerwatu: leśny[1][2]
- przedmiot ochrony (według aktu powołującego): kompleks jedlin podgórskich ze znacznym udziałem buka[1][2]

Dominującym zespołem leśnym jest żyzna buczyna karpacka w formie podgórskiej i reglowej, z dynamicznie odnawiającą się jodłą. Występuje tu też kilka płatów wyżynnego jodłowego boru mieszanego buczyny karpackiej z czosnkiem niedźwiedzim, nadrzecznej olszyny górskiej oraz bagiennej olszyny górskiej.
Florę naczyniową reprezentuje aż 308 gatunków, w tym 21 chronionych oraz 32 górskie.